# Larisa Korobéinikova
Larisa Víktorovna Korobéinikova –en ruso, Лариса Викторовна Коробейникова– (Kurgán, 26 de marzo de 1987) es una deportista rusa que compite en esgrima, especialista en la modalidad de florete.
Participó en dos Juegos Olímpicos de Verano, obteniendo tres medallas, plata en Londres 2012, en la prueba por equipos (junto con Inna Deriglazova, Kamila Gafurzianova y Aida Shanayeva), y oro y bronce en Tokio 2020, en las pruebas por equipos (junto con Inna Deriglazova, Marta Martianova y Adelina Zaguidulina) e individual.
Ganó siete medallas en el Campeonato Mundial de Esgrima entre los años 2009 y 2019, y diez medallas en el Campeonato Europeo de Esgrima entre los años 2010 y 2019.

## Palmarés internacional
| Juegos Olímpicos   | Juegos Olímpicos        | Juegos Olímpicos  | Juegos Olímpicos    |
| Año                | Lugar                   | Medalla           | Prueba              |
| ------------------ | ----------------------- | ----------------- | ------------------- |
| 2012               | Londres (Reino Unido)   | Medalla de plata  | Florete por equipos |
| 2020               | Tokio (Japón)           | Medalla de oro    | Florete por equipos |
| 2020               | Tokio (Japón)           | Medalla de bronce | Florete individual  |
| Campeonato Mundial |                         |                   |                     |
| Año                | Lugar                   | Medalla           | Prueba              |
| 2009               | Antalya (Turquía)       | Medalla de plata  | Florete por equipos |
| 2011               | Catania (Italia)        | Medalla de oro    | Florete por equipos |
| 2013               | Budapest (Hungría)      | Medalla de bronce | Florete por equipos |
| 2014               | Kazán (Rusia)           | Medalla de plata  | Florete por equipos |
| 2015               | Moscú (Rusia)           | Medalla de plata  | Florete por equipos |
| 2016               | Río de Janeiro (Brasil) | Medalla de oro    | Florete por equipos |
| 2019               | Budapest (Hungría)      | Medalla de oro    | Florete por equipos |
| Campeonato Europeo |                         |                   |                     |
| Año                | Lugar                   | Medalla           | Prueba              |
| 2010               | Leipzig (Alemania)      | Medalla de bronce | Florete por equipos |
| 2011               | Sheffield (Reino Unido) | Medalla de plata  | Florete por equipos |
| 2012               | Legnano (Italia)        | Medalla de bronce | Florete individual  |
| 2012               | Legnano (Italia)        | Medalla de bronce | Florete por equipos |
| 2014               | Estrasburgo (Francia)   | Medalla de plata  | Florete por equipos |
| 2015               | Montreux (Suiza)        | Medalla de plata  | Florete individual  |
| 2015               | Montreux (Suiza)        | Medalla de plata  | Florete por equipos |
| 2016               | Toruń (Polonia)         | Medalla de oro    | Florete por equipos |
| 2016               | Toruń (Polonia)         | Medalla de bronce | Florete individual  |
| 2019               | Düsseldorf (Alemania)   | Medalla de oro    | Florete por equipos |